# Dmitri Konstantinowitsch Romanow

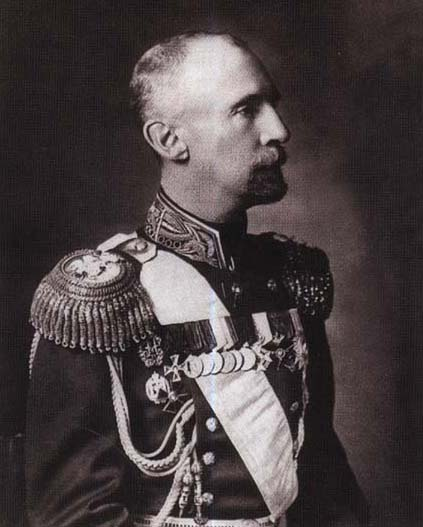
Großfürst Dmitri Konstantinowitsch

Dmitri Konstantinowitsch Romanow (russisch Дмитрий Константинович Романов; * 1. Junijul. / 13. Juni 1860greg. in Strelna bei Sankt Petersburg; † 30. Januar 1919 in Petrograd) war ein Großfürst aus dem Hause Romanow-Holstein-Gottorp.

## Leben
Dmitri war das fünfte Kind von Großfürst Konstantin Nikolajewitsch Romanow (1827–1892) und seiner Gattin Prinzessin Alexandra von Sachsen-Altenburg (1830–1911) (Großfürstin Alexandra Iosifowna Romanowa), Tochter des Herzogs Joseph von Sachsen-Altenburg und der Prinzessin Amalie von Württemberg. Durch seinen Vater war Dmitri ein Enkel des russischen Zaren Nikolaus I.
Am 29. Januar 1919 wurde er in die Peter-und-Paul-Festung verlegt, wo er am nächsten Tag zusammen mit seinen Vettern Pawel Alexandrowitsch Romanow, Nikolai Michailowitsch Romanow und Georgi Michailowitsch Romanow erschossen wurde. Die Leichen der drei anderen Großfürsten wurden in ein Massengrab in der Festung geworfen; die sterblichen Überreste von Dmitri Konstantinowitsch wurden jedoch am nächsten Morgen von seinem früheren Adjutanten von Leiming in einem Teppich weggetragen und im Garten eines Privathauses in Petrograd begraben, wo sie sich heute noch befinden. Im Jahr 2011 meldeten russische Archäologen, dass bei Ausgrabungen in der Peter-und-Paul-Festung durch Zufall wahrscheinlich die Gräber der Großfürsten gefunden wurden.